# Peter Greenaway

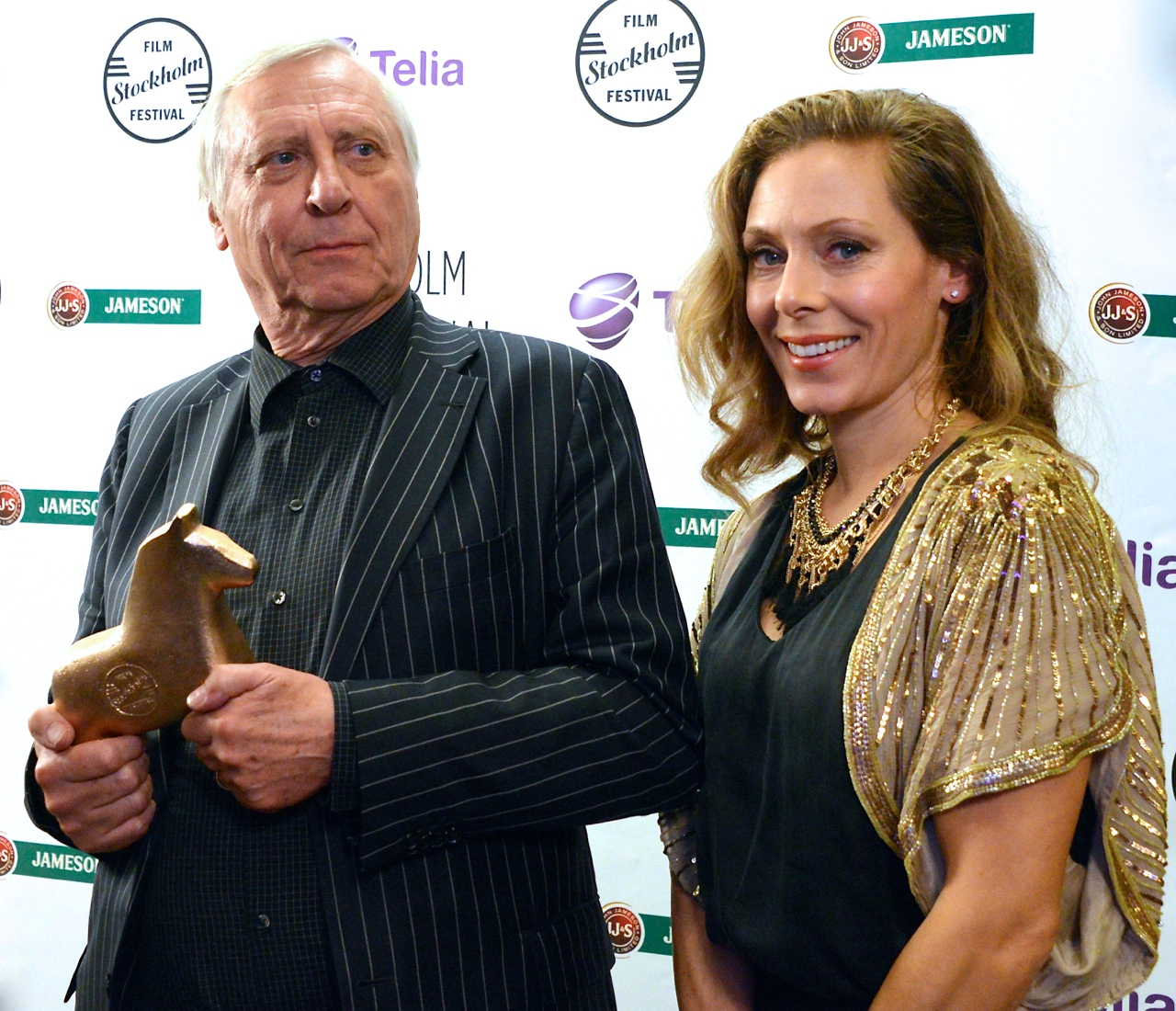
Peter Greenaway tilldelades Stockholm Visionary Award på Stockholms Internationella Filmfestival 2013. Eva Röse var prisutdelare.

Peter Greenaway, CBE, född 5 april 1942 i Newport i Wales, är en brittisk filmregissör, författare och konstnär.

## Biografi
När han var 16 år såg han Ingmar Bergmans Det sjunde inseglet och blev fast besluten om att bli filmskapare. År 1965 började han arbeta som filmklippare på Central Office of Information. Kort därefter började han göra egna filmer.
Greenaway är en konstnärligt medveten filmskapare, men hans filmer är också ganska svåra, och vissa tycker att de är outhärdliga. Han vill utöka filmens möjligheter och ser mängder med begränsningar i film sådan den ser ut idag. Peter Greenaway begränsar sig emellertid inte till film, utan ägnar sig även åt måleri och författande.
2013 tilldelades han Stockholm Visionary Award på Stockholms Internationella Filmfestival.

## Filmografi (urval)
- 1980 – The Falls
- 1982 – Tecknarens kontrakt (The Draughtsman's Contract)
- 1985 – Z00, liv skönhet död (A Zed & Two Noughts)
- 1987 – Arkitektens mage (The Belly of an Architect)
- 1988 – Dränkta i nummerordning (Drowning by Numbers)
- 1989 – Kocken, tjuven, hans fru och hennes älskare (The Cook, the Thief, His Wife & Her Lover)
- 1991 – Prosperos böcker (Prospero's Books)
- 1993 – Barnet från Mâcon (The Baby of Mâcon)
- 1997 – Pillow Book
- 1999 – 8 ½ kvinnor (8½ Women)
- 2007 – Nattvakten (Nightwatching)
- 2012 – Goltzius and the Pelican Company (Goltzius and the Pelican Company)

## Kortfilmer
- Death of Sentiment (1962, 8 min)
- Tree (1966, 16 min)
- Train (1966, 5 min)
- Revolution (1967, 8 min)
- 5 Postcards from Capital Cities (1967, 35 min)
- Intervals (1969, 7 min)
- Erosion (1971, 27 min)
- H Is for House (1973, 10 min)
- Windows (1975, 4 min)
- Water Wrackets (1975, 12 min)
- Water (1975, 5 min)
- Goole by Numbers (1976, 40 min)
- Dear Phone (1978, 17 min)
- Vertical Features Remake (1978, 45 min)
- A Walk Through H: The Reincarnation of an Ornithologist (1978, 41 min)
- 1-100 (1978, 4 min)
- Making a Splash (1984, 25 min)
- Inside Rooms: 26 Bathrooms, London & Oxfordshire (1985, 26 min)
- Hubert Bals Handshake (1989, 5 min)
- Rosa (1992, 15 min)
- Peter Greenaway (1995, 55 sec) - del av Lumière and Company
- The Bridge (1997, 12 min)
- The Man in the Bath (2001, 7 min)
- European Showerbath (2004, 5 min) - avsnitt av Visions of Europe
- Castle Amerongen (2011, 37 min)

## Dokumentärfilm ochmockumentärer
- Eddie Kid (1978, 5 min)
- Cut Above the Rest (1978, 5 min)
- Zandra Rhodes (1979, 13 min)
- Women Artists (1979, 5 min)
- Leeds Castle (1979, 5 min)
- Lacock Village (1980, 5 min)
- Country Diary (1980, 5 min)
- Terence Conran (1981, 15 min)
- Four American Composers (1983, 220 min)
- The Coastline (1983, 26 min)
- Fear of Drowning (1988)
- Rembrandts anklagelser (Rembrandt's J'Accuse, 2008, 86 min)

## Television
- Act of God (1980)
- Death in the Seine (French TV, 1988)
- A TV Dante (mini-series, 1989)
- M Is for Man, Music, Mozart (1991)
- Darwin (French TV, 1993)
- The Death of a Composer: Rosa, a Horse Drama (1999, 90 min)

## Utmärkelser och festivaler som Greenway prisats vid
- 1980  British Film Institute Awards
- 1988  Filmfestivalen i Cannes
- 1989  Sitges – Catalonian International Film Festival
- 1989  Warsaw International Film Festival
- 1990  Evening Standard British Film Awards
- 1991  Seattle International Film Festival
- 1992  London Critics Circle Film Awards
- 1992  Warsaw International Film Festival
- 1993  Sitges – Catalonian International Film Festival
- 1996  Sitges – Catalonian International Film Festival
- 1997  Istanbul International Film Festival
- 1997  Seattle International Film Festival
- 1999  Joseph Plateau Awards
- 2001  Sitges – Catalonian International Film Festival
- 2004  Thessaloniki Film Festival
- 2005  Pusan International Film Festival
- 2007  Nederlands Film Festival
- 2007  Filmfestivalen i Venedig
- 2013  Stockholms Filmfestival